# 切納德鄉 (蒂米什縣)
46°08′N 20°35′E / 46.133°N 20.583°E
切納德鄉（羅馬尼亞語：Comuna Cenad, Timiș），是羅馬尼亞的鄉份，位於該國西部，由蒂米什縣負責管轄，面積103平方公里，海拔高度82米，2002年人口4,516，人口密度每平方公里44人。